# دن هيلدر
دن هيلدر Den Helder  هي مدينة وبلدية شمال هولندا بمقاطعة شمال هولندا. دن هيلدر تحتل أعلى نقطة شمال شبه جزيرة شمال هولندا. وهي موطن لقاعدة بحرية رئيسية في البلاد.

## طوبوغرافيا
خريطة طوبوغرافية هولندية لبلدية دن هيلدر، مارس 2014، (تقرأ بعد ثلاث نقرات على الخريطة).

## توأمة
لدن هيلدر اتفاقيات توأمة مع:
- لودنشايد

## أعلام
- يان برونك
- سوين ناتر
- سيم فيسر
- سفين نيوبورت
- سيمي زايم
- هانس سميتس
- يان فان ديبينبيك